# Val-de-Vière

Val-de-Vière este o comună în departamentul Marne, Franța. În 2009 avea o populație de 122 de locuitori.